# Sabato (fiume)
Il Sabato è un fiume lungo 50 km, con un bacino idrografico di 467 km² che scorre nelle province di Avellino e di Benevento (per 15 km), maggior affluente di sinistra del Calore Irpino, di cui è il secondo tributario, dopo il Tammaro, per ampiezza del bacino e lunghezza.

## Geografia fisica
Nasce nei monti Picentini, dal colle Finestra, varco sul monte Accellica, dal lato opposto (ovest) rispetto a quello dove nasce il Calore Irpino, entrambi comunque nel territorio di Montella. Da Altavilla Irpina il suo corso segna per un tratto da sud a nord il confine delle province di Avellino e di Benevento fino alla confluenza del torrente Fratta sulla destra.
Attraversa poi lo stretto di Barba, lasciando sulla sinistra Ceppaloni e San Leucio del Sannio e sulla destra Chianche e Sant'Angelo a Cupolo, confluendo nel Calore in località Pantano, ad ovest di Benevento, 1 km circa dopo il ponte di origine romana Leproso (o Lebbroso).

## Le acque
I suoi affluenti più importanti sono il torrente Fenestrelle (11 km; nasce in località Sambuto) ed il torrente Vallone delle Barre. Versa in pessime condizioni, a tratti risulta vicino al prosciugamento.

## Portata
Con un regime torrentizio, aggravato dai pressanti prelievi irrigui, il Sabato ha una portata media annua di circa 4 m³/s.

### Portata media mensile
Dati portata Fiume Sabato (Stagione 2016).

## Storia

### Origini del nome
Prende il nome dal popolo dei Sabini, il cui eponimo era Sabus (Cat. apd. DYONIS, II, 49; LIB. VIII, 41).
Ma molto probabilmente, attraversando centri abitati con secolare tradizione di miti sulle streghe, il nome potrebbe far riferimento alla parola "sabba" derivante dal termine ebraico "shabat" che indica appunto il giono di festa del "sabato".

## Geografia antropica

### Comuni attraversati
Provincia di Avellino
- Montella
- Serino
- Santa Lucia di Serino
- San Michele di Serino
- Santo Stefano del Sole
- Cesinali
- Atripalda

- Avellino (Pianodardine)
- Manocalzati
- Montefredane
- Pratola Serra
- Prata di Principato Ultra
- Tufo
- Altavilla Irpina
- Petruro Irpino
- Chianche

 Provincia di Benevento
- Ceppaloni
- Sant'Angelo a Cupolo (Bagnara)
- San Nicola Manfredi (Pagliara)
- Sant'Angelo a Cupolo (Montorsi)
- San Leucio del Sannio (Maccabei)
- Benevento

### Infrastrutture e trasporti
La maggior parte del corso del fiume si svolge accompagnato da infrastrutture costruite dall'uomo, principalmente per scopi di trasporto. I primi tratti vedono la SS 574 discendere nel territorio comunale di Serino dalla zona montuosa al centro abitato, oltrepassato il quale si accompagna al fiume il RA 2, nel tratto tra il casello di Serino e il centro di Atripalda, dove scorre accanto a via Antonio Gramsci, via Fiume e via Raffaele Aversa. Risalendo poi verso nord, a seguire il corso fluviale ci sono in sponda destra la SS 7 bis, per un breve tratto, e la SS 7 e in sponda sinistra la zona industriale di Avellino (costruita appunto alla confluenza del Fenestrelle nel Sabato), fino a Pratola Serra. Qui ha origine la SS 371 della Valle del Sabato, che dopo dieci chilometri va ad innestarsi ad Altavilla Irpina nella SS 88, che a sua volta segue la bassa valle del fiume fino all'abitato di Benevento. L'intero percorso stradale appena descritto è ricalcato in modo molto simile dalle linee ferroviarie Cancello-Avellino, dalla stazione di Serino a quella di Avellino, e Benevento-Avellino, nella quasi interezza.

## Luoghi d'interesse

### Benevento antica e medioevale
In prossimità del fiume, poco prima della sua confluenza nel Calore, sorgono il ponte Leproso sull'antica via Appia, il tratto delle mura longobarde che dà su via Torre della Catena, l'area archeologica di Cellarulo, l'anfiteatro romano e parte del rione Triggio, uno dei nuclei originari del centro storico di Benevento.

### Archeologia industriale
Nei comuni di Tufo ed Altavilla Irpina vi era una fiorente attività estrattiva riguardante lo zolfo fino agli anni sessanta del XX secolo. Nel comune di Benevento il fiume alimentava diversi mulini.